# 9286 Patricktaylor
9286 Patricktaylor eller 1981 ED35 är en asteroid i huvudbältet som upptäcktes den 2 mars 1981 av den amerikanska astronomen Schelte J. Bus vid Siding Spring-observatoriet. Den är uppkallad efter Patrick A. Taylor.